# Anne Frances Byrne
Anne Frances Byrne (Londen, 1775 - 2 januari 1837) was een Brits aquarellist. Ze schilderde voornamelijk vogels, fruit en bloemen, in een realistische stijl. Byrne kwam uit een kunstenaarsfamilie en kwam regelmatig in aanvaring met haar collega's en kreeg ook te maken met het seksisme onder kunstenaars en schilders in haar tijd.

## Biografie

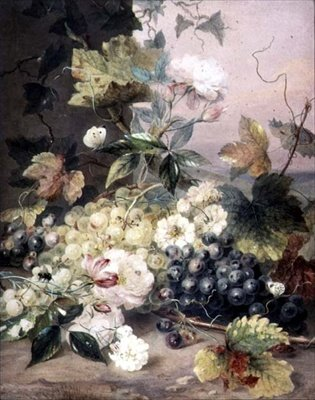
Roses and Grapes

Anne Frances Byrne werd in 1775 in Londen geboren als dochter van William Byrne, een graveur die gespecialiseerd was in landschappen. Anne was de oudste van vijf kinderen, die allemaal zelf kunstenaars werden. Zus Mary Byrne Green, de op een na oudste van de Byrne-kinderen, was gespecialiseerd in het schilderen van miniatuurlandschappen. Letitia Byrne was de jongste zus en is vooral bekend vanwege haar etsen en gravures, een ambacht dat William Byrne doorgaf aan zijn kinderen. Haar werk was ook vooral gericht op landschappen. John Byrne was de jongste van de vijf Byrne-kinderen en woonde bij zijn zus Elizabeth Byrne. Ze waren gespecialiseerd in landschappen, vooral aquarellen. Anne Frances Byrne en haar broers en zussen groeiden op terwijl ze hielpen in de graveerwinkel van hun vader en leerden artistieke technieken van hem voordat ze op eigen houtje gingen studeren bij meesters.
Anne Frances Byrne begon vroeg in haar carrière te schilderen met olieverf, maar ging later over op aquarel. Ze exposeerde haar eerste stuk, een fruitschilderij, in 1796 op 21-jarige leeftijd. Ze had een stroeve relatie met de academie vanwege het destijds overheersende seksisme in de kunstwereld en in de samenleving. Deze relatie werd gekenmerkt door het onvermogen van Byrne om te beslissen of ze wel of niet deel wilde uitmaken van de academie. Byrne werd een volwaardig lid van de Royal Watercolor Society in 1809, trok haar lidmaatschap in 1813 in, trad weer toe in 1821 en vertrok weer in 1834. Harriet Gouldsmith, een van Byrne's tijdgenoten, schreef dat toen de kunst van die tijd werd geprezen, "de hoogste eer die werd geschonken [en] in het openbaar werd tentoongesteld... grotendeels werd ingetrokken toen werd aangenomen dat de foto de productie van een vrouw was". Hoewel Gouldsmith over haar eigen werk schreef, was deze ervaring destijds wijdverbreid onder vrouwen in de kunst. Het effect is vandaag de dag nog steeds merkbaar door het ontbreken van documentatie van Anne Frances Byrne en haar tijdgenoten. De werken van vrouwen in deze tijd werden vaak minder gerespecteerd, simpelweg vanwege het geslacht van de kunstenaar, en niet op basis van de verdienste van het werk zelf. 
Haar werk Roses and Grapes werd opgenomen in het boek Women Painters of the World uit 1905.
Anne Frances Byrne overleed in januari 1837 op 62-jarige leeftijd.

## Werken (selectie)
De volgende werken werden tentoongesteld in de Royal Society of British Artists en de Royal Watercolor Society. Byrne heeft tussen 1796 en 1837 in totaal 77 werken tentoongesteld in Londense tentoonstellingen.
- Hollyhock
- Roses From Nature
- Foxgloves From Nature
- Flowers and Grapes
- Roses and Grapes
- Grapes and Strawberries

- RKD-Nederlands Instituut voor Kunstgeschiedenis: 14614
- SNAC: w6sf3xwd
- Union List of Artist Names: 500017176
- Virtual International Authority File: 95786591